# Речето
Речѐто (на италиански: Recetto; на пиемонтски: Riciat, Ричат) е село и община в Северна Италия, провинция Новара, регион Пиемонт. Разположено е на 162 m надморска височина. Населението на общината е 952 души (към 2014 г.).